# Fortuna Primigenias tempel, Rom
Fortuna Primigenias tempel var ett tempel på Quirinalen i Rom, tillägnat gudinnan Fortuna.
Templet uppfördes sedan beslutet om att bygga det hade röstats fram år 204 f.Kr. av konsuln Publius Sempronius Tuditanus, före slaget vid Crotone mot Hannibal (Livius XXIX, 36.8), och invigdes den 25 maj 184 f.Kr. av Quintus Marcius Ralla (Livius XXXIV, 53).
Det var ett av tre tempel på Quirinalen som uppfördes till gudinnan Fortunas ära. 